# Афарей
Афарей в древногръцката митология е син на Горгофона и Периер. Цар на Месена. Съпруг е на Арена и от нея баща на Линцей и Идас.